# DisplayPort
DisplayPort ist ein durch die Video Electronics Standards Association (VESA) genormter, universeller und lizenzfreier Verbindungsstandard für die Übertragung von digitalen Bild- und Tonsignalen. Anwendungsbereich ist im Wesentlichen der Anschluss von Computermonitoren an PCs oder Notebooks.

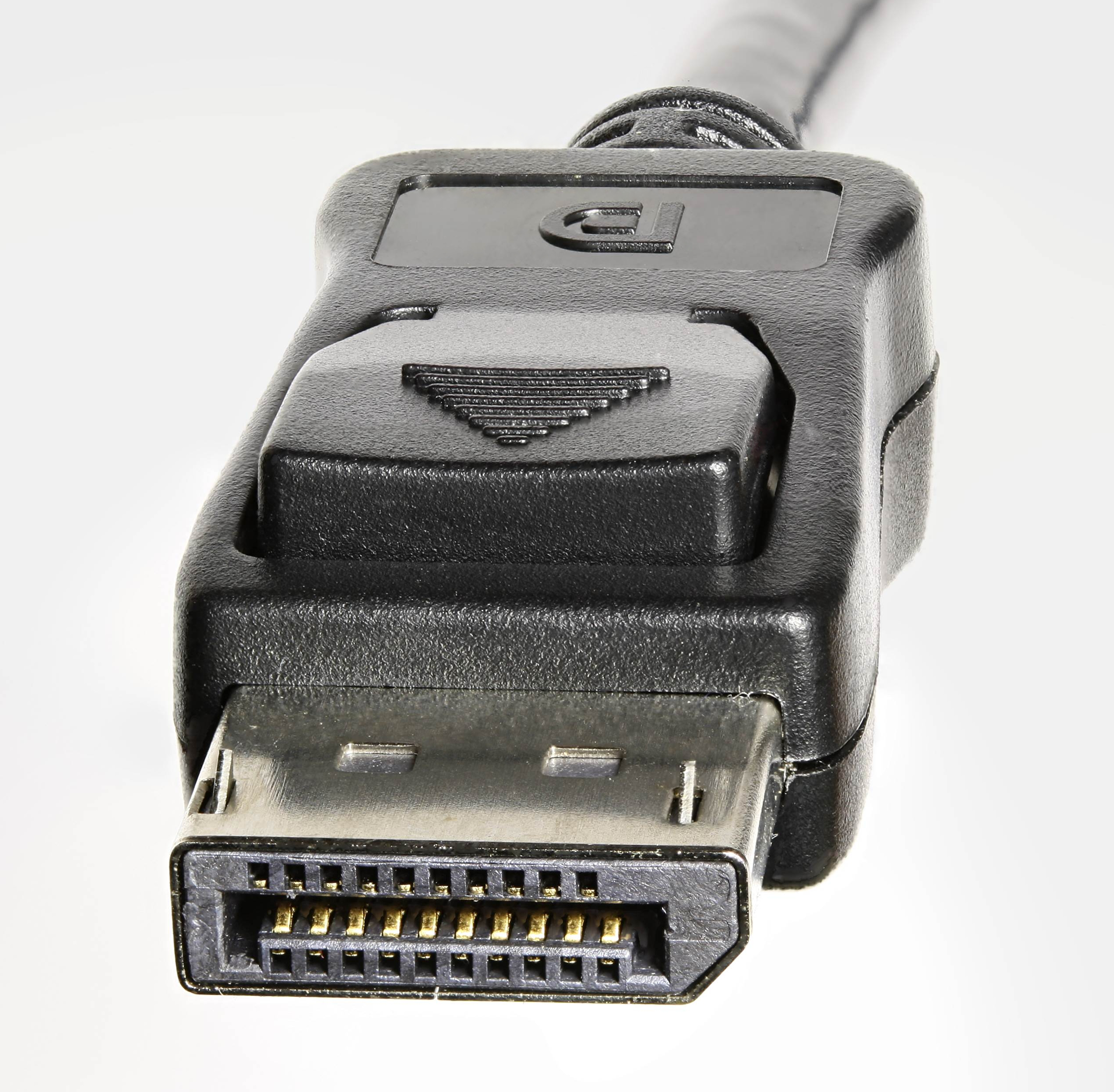
DisplayPort-Steckverbinder mit Verriegelung (Nase oben muss zum Lösen gedrückt werden)

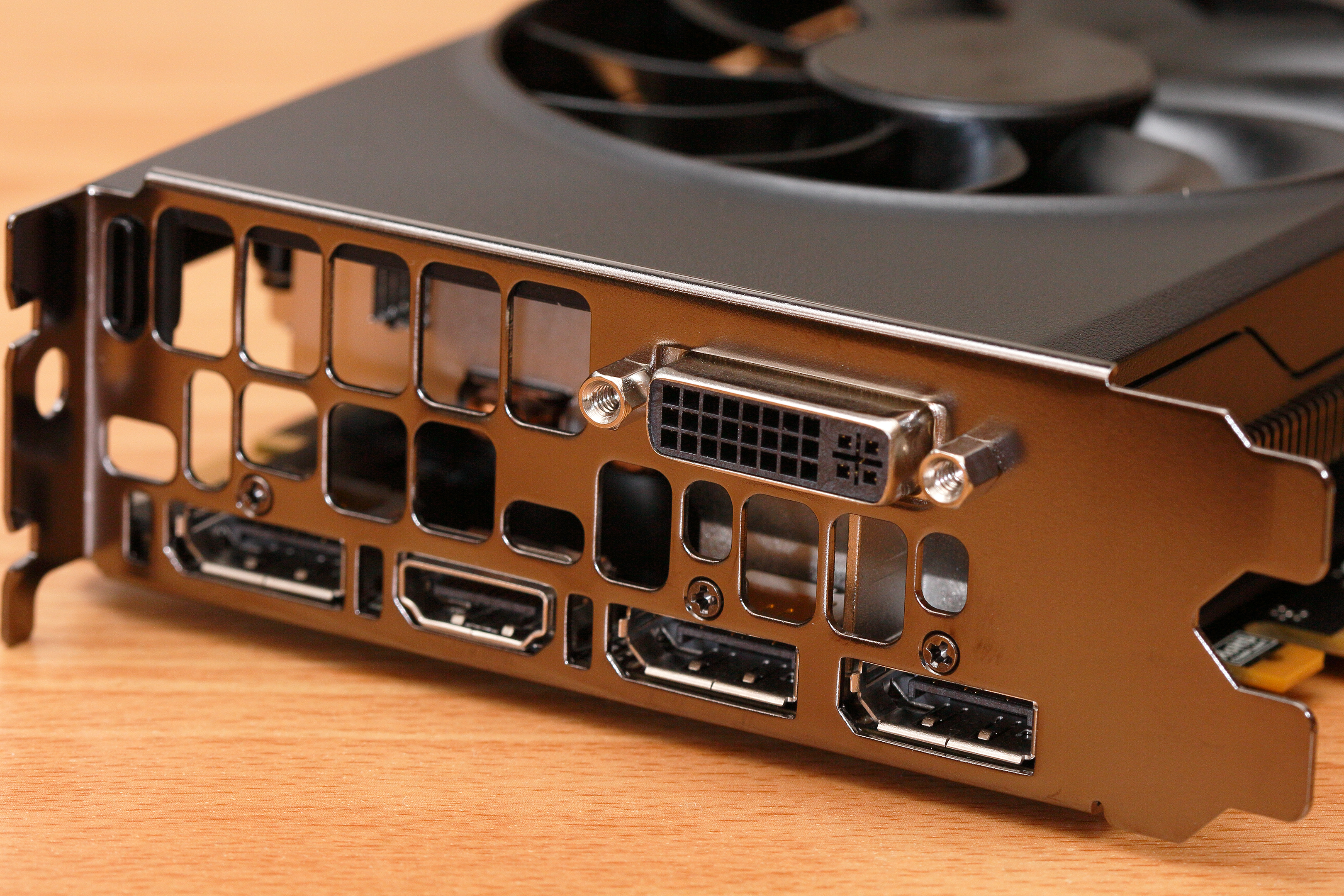
Video-Ausgänge einer Grafikkarte:
oben: DVI-Buchse, unten: eine DisplayPort-, eine HDMI- und zwei weitere DisplayPort-Buchsen

## Motivation
DisplayPort wurde ursprünglich entworfen, um den Umstieg auf digitale Schnittstellen zu beschleunigen, die Voraussetzung für eine höhere Anzeigequalität sind. Auch benötigt der Anschluss weniger Platz als VGA und DVI und ist daher besser für tragbare Geräte wie Notebooks geeignet. Gegenüber dem konkurrierenden HDMI-Stecker bietet er den Vorteil einer mechanischen Steckerverriegelung über zwei federnde Widerhaken, die per Drucktaste am Steckergehäuse gelöst werden. Die Verriegelung ist optional, Stecker gibt es in beiden Varianten.
Technisch setzt DisplayPort auf eine Hauptverbindung (englisch Main Link) bestehend aus einer, zwei oder vier Lanes (Lane 0 bis Lane 3) mit hoher Bandbreite und geringer Latenz, die einen Datenfluss nur in einer Richtung erlaubt. Die Version 1.0 unterstützt einen Videostream samt Audio.
DisplayPort 1.0 umfasst einen Zusatzkanal (AUX-Channel, englisch auxiliary), der bei geringen Latenzen und konstanter Bandbreite eine bidirektionale Verbindung erlaubt, um unter anderem eine Gerätesteuerung nach den VESA-Standards E-DDC, E-EDID, DDC/CI und MCCS zu ermöglichen. Dadurch wird echtes Plug and Play möglich. Der AUX-Channel kann für verschiedene Zwecke eingesetzt werden, darunter Consumer-Electronics-Control oder USB.

## Entwicklung

Logo DisplayPort

Die erste DisplayPort-Spezifikation wurde am 1. Mai 2006 veröffentlicht.
Am 11. Januar 2007 wurde die Revision 1.1a veröffentlicht, die zunächst hauptsächlich Korrekturen enthielt. Im April 2007 verabschiedete die VESA die finale Version 1.1, die unter anderem die Unterstützung der Verschlüsselung mittels HDCP 1.3 beinhaltet. Dieser Kopierschutz (DRM) wird bereits bei DVI und HDMI verwendet. Neben HDCP wird auch DPCP (DisplayPort Content Protection) unterstützt.
Version 1.2 wurde am 22. Dezember 2010 veröffentlicht, Neuerungen sind unter anderem die Unterstützung für Multi Stream Transport (MST), Stereoskopie („3D“), die Farbräume xvYCC, scRGB sowie Adobe RGB 1998. Daneben wurde auch die Datenrate des AUX-Channels von 1 Mbit/s auf 720 Mbit/s erhöht, was Einsatzzwecke mit höherem Bandbreitenbedarf erlaubt. Darüber hinaus ist die DisplayPort-Spezifikation ab Version 1.2 nicht mehr frei verfügbar, sondern nur noch gegen Bezahlung oder (ebenfalls kostenpflichtige) Mitgliedschaft in der VESA-Group einsehbar.
Version 2.0 wurde am 26. Juni 2019 veröffentlicht.

## Steckerbelegung
Die Tabelle zeigt die Steckerbelegung einer DisplayPort-Videoquelle (PC, Laptop). Auf Monitorseite sind die Lanes 0 bis 3 gekreuzt, d. h. Lane 0 ist mit Lane 3, Lane 1 mit Lane 2 der Gegenseite verbunden.

Pinbelegung DisplayPort Stecker (PC-Seite)

| Pin | Funktion               |    | Pin                           | Funktion |
| 01  | LVDS – Leitung 0+      |    |                               |          |
| 01  | LVDS – Leitung 0+      | 02 | Masse                         |          |
| 03  | LVDS – Leitung 0−      | 02 | Masse                         |          |
| 03  | LVDS – Leitung 0−      | 04 | LVDS – Leitung 1+             |          |
| 05  | Masse                  | 04 | LVDS – Leitung 1+             |          |
| 05  | Masse                  | 06 | LVDS – Leitung 1−             |          |
| 07  | LVDS – Leitung 2+      | 06 | LVDS – Leitung 1−             |          |
| 07  | LVDS – Leitung 2+      | 08 | Masse                         |          |
| 09  | LVDS – Leitung 2−      | 08 | Masse                         |          |
| 09  | LVDS – Leitung 2−      | 10 | LVDS – Leitung 3+             |          |
| 11  | Masse                  | 10 | LVDS – Leitung 3+             |          |
| 11  | Masse                  | 12 | LVDS – Leitung 3−             |          |
| 13  | Config 1               | 12 | LVDS – Leitung 3−             |          |
| 13  | Config 1               | 14 | Config 2                      |          |
| 15  | AUX-Kanal+             | 14 | Config 2                      |          |
| 15  | AUX-Kanal+             | 16 | Masse                         |          |
| 17  | AUX-Kanal−             | 16 | Masse                         |          |
| 17  | AUX-Kanal−             | 18 | Hot-Plug-Erkennung            |          |
| 19  | Stromversorgung: Masse | 18 | Hot-Plug-Erkennung            |          |
| 19  | Stromversorgung: Masse | 20 | Stromversorgung: +3,3 V/0,5 A |          |
|     |                        | 20 | Stromversorgung: +3,3 V/0,5 A |          |

## Weiterentwicklungen

### DisplayPort 1.1

Dual-mode DisplayPort

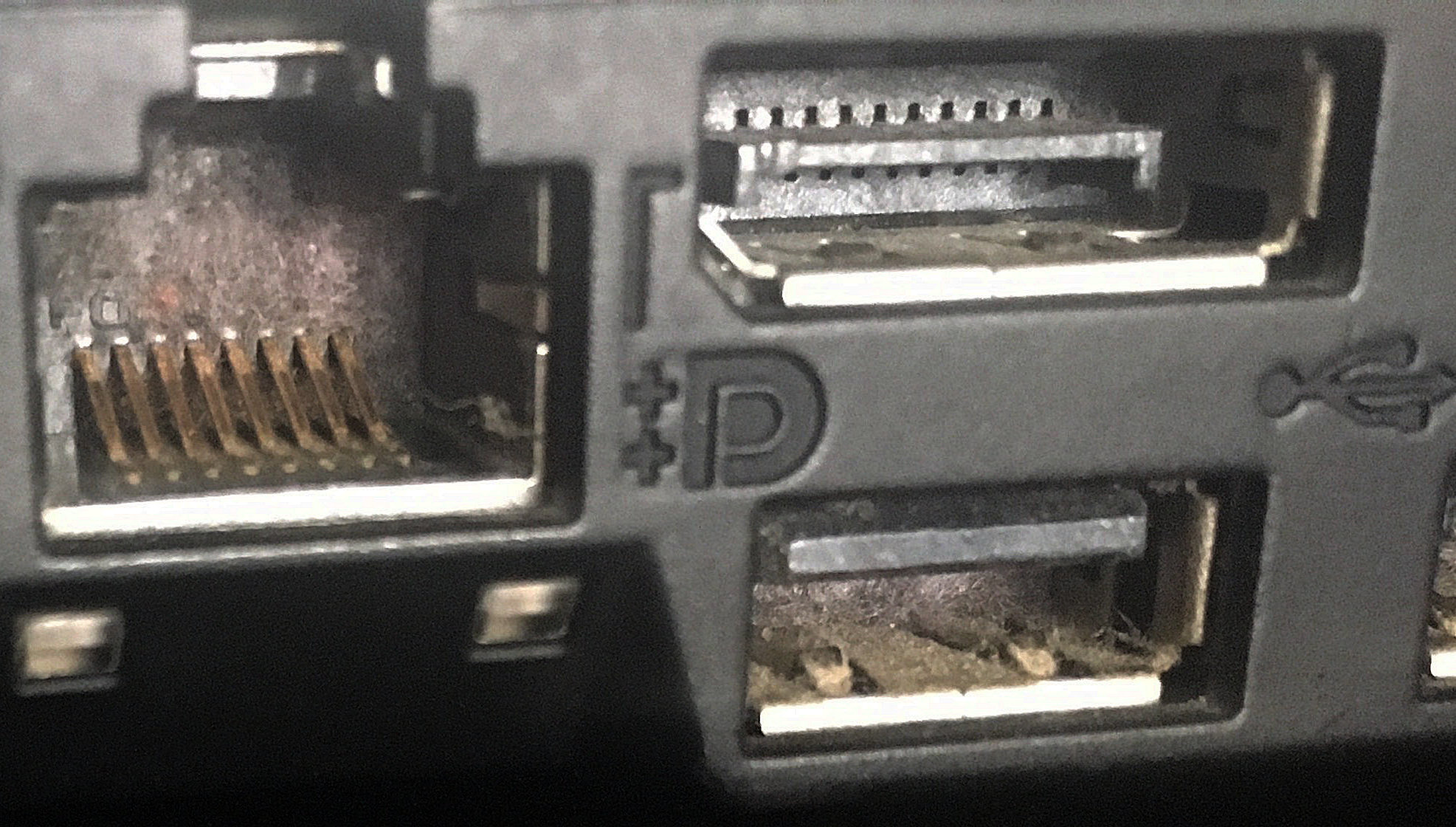
Dual-Mode-Piktogramm (mittig) an einem Laptop. Der zugehörige DisplayPort-Anschluss ist rechts oberhalb des Symbols. Darunter ein USB 2.0 Anschluss, links Ethernet.

DisplayPort 1.1, auch bekannt unter den Bezeichnungen Dual-mode DisplayPort und DisplayPort++, erlaubt Kompatibilität zu DVI und HDMI, so dass ein Anschluss über preisgünstige Adapter möglich ist, die nur noch eine Anpassung der elektrischen Signalisierungsebene von LVDS auf  TMDS vornehmen müssen. Dies erreichen die Grafikchiphersteller Intel, AMD und Nvidia mit einem Trick, der bereits auf der Grafikkarte ansetzt und nicht erst hinter dem eigentlichen Ausgang: Erkennt die Grafikkarte, dass es sich bei dem angeschlossenen Gerät um ein Modell mit DisplayPort handelt, werden die Signale auch in diesem Format ausgegeben. Wird hingegen z. B. ein Adapter auf HDMI verwendet, so signalisiert dies der Karte, intern auf das HDMI-Protokoll umzuschalten. Die Anpassung der unterschiedlichen Signalpegel und Impedanzen der Signalisierungsverfahren LVDS (DisplayPort) und TMDS (DVI/HDMI) auf elektrischer Ebene erfolgt dann im nachgeschalteten Impedanzwandler/Level-Shifter, der die Signalflanken unverändert durchleitet, jedoch Signalpegel und Impedanz an die Zielschnittstelle anpasst. Diese Unterstützung ist jedoch optional, so dass die Unterstützung der einzelnen Anschlüsse vom Hersteller abhängig ist. Auch Dual-Link DVI und analoges VGA kann man anschließen, technisch funktioniert das genau so wie beim Anschluss eines HDMI-Gerätes. DVI nutzt dabei das gleiche Signal wie HDMI, während die Grafikkarte für VGA ein Analogsignal erzeugen muss. Falls die Grafikkarte dieses Verfahren nicht oder nur für eine begrenzte Anzahl an Anschlüssen unterstützt, ist ein sogenannter aktiver DisplayPort-Adapter nötig (auch als Adapter mit Eyefinity-Unterstützung bezeichnet).
In folgender Tabelle ist die Umschaltung der Kontakte am DisplayPort im Dual-Mode DisplayPort zusammengefasst:
| DisplayPort-Kontakt | DVI 1.0/HDMI-Kontakt                             |
| ------------------- | ------------------------------------------------ |
| LVDS-Leitung 0      | TMDS-Kanal 2                                     |
| LVDS-Leitung 1      | TMDS-Kanal 1                                     |
| LVDS-Leitung 2      | TMDS-Kanal 0                                     |
| LVDS-Leitung 3      | TMDS-Takt                                        |
| AUX-Kanal+          | DDC-Takt                                         |
| AUX-Kanal−          | DDC-Daten                                        |
| Hot Plug-Erkennung  | Hot Plug-Erkennung                               |
| Config 1            | DVI/HDMI-Kabeladapter-Erkennung                  |
| Config 2            | Consumer Electronics Control (CEC), nur bei HDMI |

### DisplayPort 1.2
DisplayPort 1.2 wurde am 22. Dezember 2009 vorgestellt. Die wesentliche Verbesserung war HBR2 (High Bit Rate 2), eine Verdopplung der Datenrate von 2,7 Gbit/s auf 5,4 Gbit/s pro Lane für die Darstellung höherer Auflösungen. Neu ist auch die Möglichkeit, mehrere Monitore nach dem Prinzip der Daisy Chain zu verbinden, die unabhängig voneinander ansteuerbar sind. Für diese als Multi-Stream-Transport (MST) bezeichnete Funktion bzgl. der Reihenschaltung von Monitoren benötigt jeder weiterleitende Monitor eine DisplayPort-Out-Buchse. Näher wird auf diese Funktion im Abschnitt Multi-Stream-Transport eingegangen.

### DisplayPort 1.3
Gegenüber DisplayPort 1.2 erhöht DisplayPort 1.3, welche am 15. September 2014 freigegeben wurde, die maximale Datenrate mit HBR3 um 50 Prozent auf  8,1 Gbit/s pro Lane. Damit können über die verfügbaren vier Lanes nominell bis zu 32,4 Gbit/s übertragen werden (effektiv 25,92 Gbit/s), was ohne Kompression eine maximale Auflösung von 5K (5120×2880) bei 60 fps und 8 bit Farbtiefe erlaubt. Daneben beinhaltet der DisplayPort-Standard in Version 1.3 erstmals eine Kompression durch 4:2:0-Farbunterabtastung, so dass zukünftige UHD-2-Displays mit einer Auflösung von 8K (7680×4320) bei 60 fps und 8 bit Farbtiefe unterstützt werden.

### DisplayPort 1.4
DisplayPort 1.4 wurde am 1. März 2016 veröffentlicht. HBR3 mit nominell 32,4 Gbit/s bleibt unverändert die schnellstmögliche Übertragungsrate. Allerdings wurde mit der Unterstützung für Display Stream Compression 1.2 (DSC), Vorwärtsfehlerkorrektur, HDR10, dem Rec. 2020 Farbraum und die Erweiterung der Audiokanäle auf 32 ein Feature-Update durchgeführt.

### DisplayPort 2.0
DisplayPort 2.0 wurde am 26. Juni 2019 veröffentlicht. Es wurden drei neue Übertragungs-Modi definiert, die Übertragungsraten bis nominell 80 Gbit/s (effektiv 77,37 Gbit/s) unterstützen, was eine Übertragung von 8192 × 4320 mit 60 Hz und 12 bit pro Farbkanal ohne Kompression erlaubt. Es wurde von der 8b10b-Kodierung auf eine ca. 20 % effizientere 128b/132b-Kodierung gewechselt.
Es werden folgende drei Übertragungsraten definiert, die unterschiedliche Anforderungen an Grafikkarte, Monitor und insbesondere an die verwendeten Kabel stellen:
- UHBR 10:.0- mit einer Bitrate von 10 Gbit/s pro Lane und 40 Gbit/s unkomprimierter Datenrate bei Nutzung von 4 Lanes (effektiv 38,69 Gbit/s)
- UHBR 13.5:- mit einer Bitrate von 13,5 Gbit/s pro Lane und 54 Gbit/s unkomprimierter Datenrate bei Nutzung von 4 Lanes (effektiv 52,22 Gbit/s)
- UHBR 20:.0- mit einer Bitrate von 20 Gbit/s pro Lane und 80 Gbit/s unkomprimierter Datenrate bei Nutzung von 4 Lanes (effektiv 77,37 Gbit/s)

### DisplayPort 2.1
DisplayPort 2.1 wurde am 18. Oktober 2022 veröffentlicht. Als Neuerungen werden angegeben:
- Es gibt kompatible Anpassungen des Protokolls an USB 4.0.
- Weiterhin wird ein Panel-Replay-Modus unterstützt.

Letzteres gab es schon bei DisplayPort 2.0, Neuerungen werden zunehmend mehrfach als Neuerungen verkauft (so auch bei HDMI 2.1a).

## Integrierte Standards

### Display Stream Compression
Bei DSC handelt es sich um eine verlustbehaftete Kodierung mit einer maximalen Kompressionsrate von 1:3. Die Kompression soll visuell nicht sichtbar sein. Durch DSC ist DisplayPort 1.4 in der Lage, 8K UHD (7680 × 4320 Pixel) mit 60 Hz und mit 10 Bit HDR Video bzw. 12 bit wiederzugeben. Für 4K UHD (3840 × 2160 Pixel) und 12-Bit-HDR sind Bildwiederholungsraten bis 240 Hz möglich.

### Multi-Stream-Transport
Multi-Stream-Transport (MST) wurde mit dem DisplayPort 1.2-Standard eingeführt. Er ermöglicht mit einem DP-Port-Ausgang mehrere unabhängige Displays anzusteuern. Im ausgegebenen Datenstrom sind mehrere Videoströme multiplext. MST-Hubs können diesen Datenstrom auf mehrere Displays aufteilen. Häufig sind diese in Monitoren selbst enthalten – zu erkennen an einem DP-Out-Anschluss, an dem ein weiterer DP-Monitor angeschlossen werden kann. Das Protokoll unterstützt bis zu 63 Displays, allerdings steht als kumulative Übertragungsrate max. die des verwendeten Standards (DP 1.2: 17,28 Gbit/s, DP 1.3/1.4: 25,92 Gbit/s) zur Verfügung. Darüber hinaus beträgt die maximale Anzahl von Verbindungen zwischen der Quelle und einem Gerät (d. h. die maximale Länge einer Verkettung) 7. Rückwirkend wurde mit der Veröffentlichung des neuen MST der Standard-Single-Display-Betrieb als „SST“-Modus (Single-Stream-Transport) bezeichnet.
Daisy-Chaining ist eine Funktion, die von jeder Zwischenanzeige speziell unterstützt werden muss. Nicht alle DisplayPort 1.2-Geräte unterstützen dies. Daisy-Chaining erfordert einen dedizierten DisplayPort-Ausgangsanschluss auf dem Display. Standard-DisplayPort-Eingangsanschlüsse der meisten Displays können nicht als Daisy-Chain-Ausgang verwendet werden. Nur die letzte Anzeige in der Daisy Chain muss die Funktion nicht speziell unterstützen oder über einen DP-Ausgangsanschluss verfügen. DisplayPort 1.1-Anzeigen können auch an MST-Hubs angeschlossen werden und Teil einer DisplayPort-Verkettung sein, wenn es sich um die letzte Anzeige in der Kette handelt.
Die Software des Hostsystems muss auch MST unterstützen, damit Hubs oder Daisy Chains funktionieren. Während Microsoft-Windows-Umgebungen dies vollständig unterstützen, unterstützen Apple-Betriebssysteme keine MST-Hubs oder DisplayPort-Verkettung (Stand macOS 10.15 („Catalina“)).
DisplayPort-zu-DVI- und DisplayPort-zu-HDMI-Adapter/-Kabel funktionieren möglicherweise über einen MST-Ausgangsport. Die Unterstützung hierfür hängt vom jeweiligen Gerät ab.
MST wird vom alternativen USB-DisplayPort-Typ-C-Modus unterstützt, sodass Standard-DisplayPort-Daisy-Chains und MST-Hubs von Typ-C-Quellen mit einem einfachen Typ-C-zu-DisplayPort-Adapter funktionieren.

### Mini DisplayPort und Thunderbolt

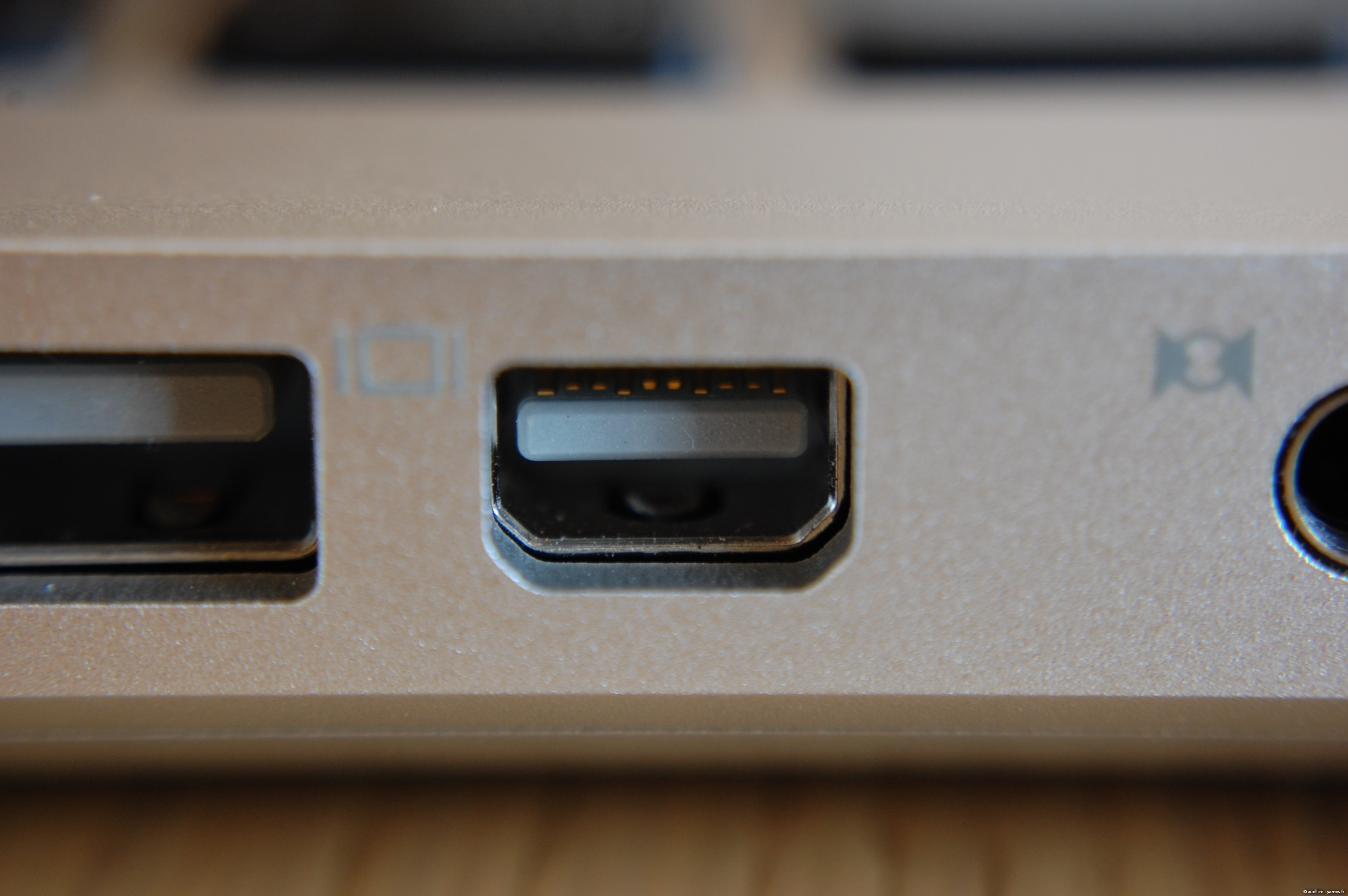
Mini-DisplayPort an einem Apple MacBook (2008)

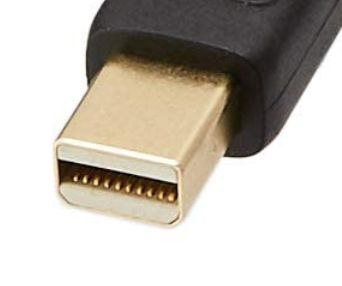
Mini-DisplayPort-Stecker

Im Oktober 2008 führte Apple eine kleinere, proprietäre Variante ein, den Mini DisplayPort, dessen Spezifikationen der Hersteller im November 2008 unter kostenloser Lizenz veröffentlichte, um seine Verbreitung zu fördern. Dieser Mini DisplayPort wurde im November 2009 in die VESA-Spezifikation 1.1a übernommen.
Im Februar 2011 stellten Intel und Apple eine mechanisch und elektrisch mit Mini DisplayPort abwärtskompatible Anschlussbauform namens Thunderbolt vor. Dies ist kein reiner Monitoranschluss mehr, sondern eine universelle Datenschnittstelle in der Art von USB oder FireWire.

## Vergleich mit DVI und HDMI

### Vorteile
- Basiert auf einem Mikropaket-Protokoll (Achtung: auch bei HDMI 2.1)
  - Erlaubt eine einfache Erweiterung des Standards
- Design zur Unterstützung einer internen „chip-to-chip“-Kommunikation:
  - Kann ein Displaypanel direkt ansteuern. Damit entfallen Skalierungs- und Kontrollschaltungen, preiswertere und dünnere Bildschirme sind möglich. Latenzen werden verringert.
  - Ersatz für interne LVDS-Verbindungen zu Notebookpanels durch eine allgemeine standardisierte Schnittstelle
  - Kompatibel mit Low-Voltage-Signalumgebung, die in der 45-Nanometer-CMOS-Fertigung Anwendung findet
- Zusatzkanal kann für berührungsempfindliche Bildschirme, USB-Verbindungen, Kamera, Mikrofon etc. verwendet werden
- Kleinerer Stecker mit optionaler Verriegelung, die keine Verschraubung benötigt
- Lizenzfrei, erspart den Herstellern von Kleinserien (z. B. FPGA-Boards und FPGA-Amigas) die sonst üblichen HDMI-Jahresgebühren von bis zu 10.000 Dollar.[15]

### Nachteile
- keine direkte elektrische Kompatibilität mit DVI – allerdings durch automatische Erkennung des Verbindungstyps und Umschaltung der Leitungstreiber ab DisplayPort 1.1 emulierbar.

## Alternative Multimediaschnittstellen
- SDI (Serial Digital Interface) – Video-Bildübertragung inkl. Audio in Studios
- HD-SDI (High Definition Serial Digital Interface) – Video-Bildübertragung inkl. Audio in Studios
- DVI (Digital Visual Interface) – erste erfolgreiche Digitalschnittstelle für Computerbildschirme ohne Audio (Verschlüsselung optional), in Variante DVI-A und DVI-I auch für analogen Monitoranschluss geeignet (abwärtskompatibel zu VGA)
- HDMI (High Definition Multimedia Interface) – erweitert für Video (neben Bild- auch Audio-Daten sowie Verschlüsselung und alternative Video-Modi), rein digital, inkl. DVI-Kompatibilitätsmodus
- UDI (Unified Display Interface) – gescheiterter digitaler Videostandard von Samsung, Intel und Apple, der VGA ablösen sollte
- MHL (Mobile High-Definition Link) – HD-Video- und Audio-Schnittstelle, optimiert für die Verbindung von Mobiltelefonen und portablen Geräten an HDTVs
- HDBaseT – HD-Video, Audio, USB, Netzwerk und Strom bis zu 100 m über Netzwerkkabel